# Vrienden (Jan Smit)
Vrienden is een studioalbum van de Nederlandse zanger Jan Smit. Het album verscheen op zijn eigen platenlabel VoSound. Het album kwam direct na uitgave binnen op de eerste plaats in de Nederlandse Album Top 100 en de Vlaamse Ultratop 100 albumlijst en haalde de gouden status. Het album werd in Nederland voorafgegaan door de single Echte vrienden, een duet met Gerard Joling. De tweede single die van het album afkwam Altijd daar bevatte als B-kant Als ik wakker lig, dat oorspronkelijk ook op het album zou verschijnen, maar dat ten tijde van de persing nog niet goed genoeg was in de ogen van Smit. Beide singles behaalde de eerste plaats in de Nederlandse Single Top 100. In Vlaanderen werd Zingen lachen dansen, het duet met De Romeo's uitgebracht als single. Het nummer bereikte de 23ste plaats in de Vlaamse Ultratop 50 en is als bonustrack aan het album toegevoegd.

## Muziek
De meeste liedjes zijn geschreven door Jan Smit met Cees Tol en Thomas Tol, Zomaar een cadeautje is geschreven door de 3JS.

## Tracklist
| 1.                 | Hoop, liefde en vertrouwen                         | 2:57 |
| 2.                 | Echte vrienden (met Gerard Joling)                 | 3:10 |
| 3.                 | Leeg om je heen                                    | 3:15 |
| 4.                 | Nieuwe vlinders                                    | 3:01 |
| 5.                 | Op het water                                       | 2:57 |
| 6.                 | Stap voor stap                                     | 2:38 |
| 7.                 | Tot m’n laatste lach                               | 3:18 |
| 8.                 | Altijd daar                                        | 3:05 |
| 9.                 | Iedereen                                           | 2:58 |
| 10.                | Sla je armen om me heen                            | 3:06 |
| 11.                | Net als toen                                       | 3:06 |
| 12.                | Zomaar een cadeautje                               | 3:06 |
| 13.                | Zingen, dansen, lichen (Bonustrack met De Romeo's) | 3:06 |
| Totale duur: 39:43 |                                                    |      |

## Hitnoteringen

### NederlandseAlbum Top 100
| Hitnotering (week 1 t/m 35): 18-08-2012 t/m 13-04-2013 Hitnotering (week 36 t/m 41): 27-04-2013 t/m 01-06-2013 Hitnotering (week 42): 22-06-2013 Hitnotering (week 43): 27-07-04-2013 Hitnotering (week 44 t/m 45): 10-08-2013 t/m 17-08-2013 Hitnotering (week 46 t/m 48): 31-08-2013 t/m 14-09-2013 | Hitnotering (week 1 t/m 35): 18-08-2012 t/m 13-04-2013 Hitnotering (week 36 t/m 41): 27-04-2013 t/m 01-06-2013 Hitnotering (week 42): 22-06-2013 Hitnotering (week 43): 27-07-04-2013 Hitnotering (week 44 t/m 45): 10-08-2013 t/m 17-08-2013 Hitnotering (week 46 t/m 48): 31-08-2013 t/m 14-09-2013 | Hitnotering (week 1 t/m 35): 18-08-2012 t/m 13-04-2013 Hitnotering (week 36 t/m 41): 27-04-2013 t/m 01-06-2013 Hitnotering (week 42): 22-06-2013 Hitnotering (week 43): 27-07-04-2013 Hitnotering (week 44 t/m 45): 10-08-2013 t/m 17-08-2013 Hitnotering (week 46 t/m 48): 31-08-2013 t/m 14-09-2013 | Hitnotering (week 1 t/m 35): 18-08-2012 t/m 13-04-2013 Hitnotering (week 36 t/m 41): 27-04-2013 t/m 01-06-2013 Hitnotering (week 42): 22-06-2013 Hitnotering (week 43): 27-07-04-2013 Hitnotering (week 44 t/m 45): 10-08-2013 t/m 17-08-2013 Hitnotering (week 46 t/m 48): 31-08-2013 t/m 14-09-2013 | Hitnotering (week 1 t/m 35): 18-08-2012 t/m 13-04-2013 Hitnotering (week 36 t/m 41): 27-04-2013 t/m 01-06-2013 Hitnotering (week 42): 22-06-2013 Hitnotering (week 43): 27-07-04-2013 Hitnotering (week 44 t/m 45): 10-08-2013 t/m 17-08-2013 Hitnotering (week 46 t/m 48): 31-08-2013 t/m 14-09-2013 | Hitnotering (week 1 t/m 35): 18-08-2012 t/m 13-04-2013 Hitnotering (week 36 t/m 41): 27-04-2013 t/m 01-06-2013 Hitnotering (week 42): 22-06-2013 Hitnotering (week 43): 27-07-04-2013 Hitnotering (week 44 t/m 45): 10-08-2013 t/m 17-08-2013 Hitnotering (week 46 t/m 48): 31-08-2013 t/m 14-09-2013 | Hitnotering (week 1 t/m 35): 18-08-2012 t/m 13-04-2013 Hitnotering (week 36 t/m 41): 27-04-2013 t/m 01-06-2013 Hitnotering (week 42): 22-06-2013 Hitnotering (week 43): 27-07-04-2013 Hitnotering (week 44 t/m 45): 10-08-2013 t/m 17-08-2013 Hitnotering (week 46 t/m 48): 31-08-2013 t/m 14-09-2013 | Hitnotering (week 1 t/m 35): 18-08-2012 t/m 13-04-2013 Hitnotering (week 36 t/m 41): 27-04-2013 t/m 01-06-2013 Hitnotering (week 42): 22-06-2013 Hitnotering (week 43): 27-07-04-2013 Hitnotering (week 44 t/m 45): 10-08-2013 t/m 17-08-2013 Hitnotering (week 46 t/m 48): 31-08-2013 t/m 14-09-2013 | Hitnotering (week 1 t/m 35): 18-08-2012 t/m 13-04-2013 Hitnotering (week 36 t/m 41): 27-04-2013 t/m 01-06-2013 Hitnotering (week 42): 22-06-2013 Hitnotering (week 43): 27-07-04-2013 Hitnotering (week 44 t/m 45): 10-08-2013 t/m 17-08-2013 Hitnotering (week 46 t/m 48): 31-08-2013 t/m 14-09-2013 | Hitnotering (week 1 t/m 35): 18-08-2012 t/m 13-04-2013 Hitnotering (week 36 t/m 41): 27-04-2013 t/m 01-06-2013 Hitnotering (week 42): 22-06-2013 Hitnotering (week 43): 27-07-04-2013 Hitnotering (week 44 t/m 45): 10-08-2013 t/m 17-08-2013 Hitnotering (week 46 t/m 48): 31-08-2013 t/m 14-09-2013 | Hitnotering (week 1 t/m 35): 18-08-2012 t/m 13-04-2013 Hitnotering (week 36 t/m 41): 27-04-2013 t/m 01-06-2013 Hitnotering (week 42): 22-06-2013 Hitnotering (week 43): 27-07-04-2013 Hitnotering (week 44 t/m 45): 10-08-2013 t/m 17-08-2013 Hitnotering (week 46 t/m 48): 31-08-2013 t/m 14-09-2013 | Hitnotering (week 1 t/m 35): 18-08-2012 t/m 13-04-2013 Hitnotering (week 36 t/m 41): 27-04-2013 t/m 01-06-2013 Hitnotering (week 42): 22-06-2013 Hitnotering (week 43): 27-07-04-2013 Hitnotering (week 44 t/m 45): 10-08-2013 t/m 17-08-2013 Hitnotering (week 46 t/m 48): 31-08-2013 t/m 14-09-2013 | Hitnotering (week 1 t/m 35): 18-08-2012 t/m 13-04-2013 Hitnotering (week 36 t/m 41): 27-04-2013 t/m 01-06-2013 Hitnotering (week 42): 22-06-2013 Hitnotering (week 43): 27-07-04-2013 Hitnotering (week 44 t/m 45): 10-08-2013 t/m 17-08-2013 Hitnotering (week 46 t/m 48): 31-08-2013 t/m 14-09-2013 | Hitnotering (week 1 t/m 35): 18-08-2012 t/m 13-04-2013 Hitnotering (week 36 t/m 41): 27-04-2013 t/m 01-06-2013 Hitnotering (week 42): 22-06-2013 Hitnotering (week 43): 27-07-04-2013 Hitnotering (week 44 t/m 45): 10-08-2013 t/m 17-08-2013 Hitnotering (week 46 t/m 48): 31-08-2013 t/m 14-09-2013 | Hitnotering (week 1 t/m 35): 18-08-2012 t/m 13-04-2013 Hitnotering (week 36 t/m 41): 27-04-2013 t/m 01-06-2013 Hitnotering (week 42): 22-06-2013 Hitnotering (week 43): 27-07-04-2013 Hitnotering (week 44 t/m 45): 10-08-2013 t/m 17-08-2013 Hitnotering (week 46 t/m 48): 31-08-2013 t/m 14-09-2013 | Hitnotering (week 1 t/m 35): 18-08-2012 t/m 13-04-2013 Hitnotering (week 36 t/m 41): 27-04-2013 t/m 01-06-2013 Hitnotering (week 42): 22-06-2013 Hitnotering (week 43): 27-07-04-2013 Hitnotering (week 44 t/m 45): 10-08-2013 t/m 17-08-2013 Hitnotering (week 46 t/m 48): 31-08-2013 t/m 14-09-2013 | Hitnotering (week 1 t/m 35): 18-08-2012 t/m 13-04-2013 Hitnotering (week 36 t/m 41): 27-04-2013 t/m 01-06-2013 Hitnotering (week 42): 22-06-2013 Hitnotering (week 43): 27-07-04-2013 Hitnotering (week 44 t/m 45): 10-08-2013 t/m 17-08-2013 Hitnotering (week 46 t/m 48): 31-08-2013 t/m 14-09-2013 | Hitnotering (week 1 t/m 35): 18-08-2012 t/m 13-04-2013 Hitnotering (week 36 t/m 41): 27-04-2013 t/m 01-06-2013 Hitnotering (week 42): 22-06-2013 Hitnotering (week 43): 27-07-04-2013 Hitnotering (week 44 t/m 45): 10-08-2013 t/m 17-08-2013 Hitnotering (week 46 t/m 48): 31-08-2013 t/m 14-09-2013 | Hitnotering (week 1 t/m 35): 18-08-2012 t/m 13-04-2013 Hitnotering (week 36 t/m 41): 27-04-2013 t/m 01-06-2013 Hitnotering (week 42): 22-06-2013 Hitnotering (week 43): 27-07-04-2013 Hitnotering (week 44 t/m 45): 10-08-2013 t/m 17-08-2013 Hitnotering (week 46 t/m 48): 31-08-2013 t/m 14-09-2013 |
| Week: | 1 | 2 | 3 | 4 | 5 | 6 | 7 | 8 | 9 | 10 | 11 | 12 | 13 | 14 | 15 | 16 | 17 | 18 |
| --- | --- | --- | --- | --- | --- | --- | --- | --- | --- | --- | --- | --- | --- | --- | --- | --- | --- | --- |
| Positie: | 1 | 1 | 1 | 2 | 5 | 8 | 7 | 7 | 9 | 8 | 1 | 3 | 11 | 9 | 16 | 17 | 24 | 13 |
| Week: | 19 | 20 | 21 | 22 | 23 | 24 | 25 | 26 | 27 | 28 | 29 | 30 | 31 | 32 | 33 | 34 | 35 | |
| Positie: | 21 | 23 | 27 | 26 | 31 | 41 | 42 | 41 | 52 | 56 | 60 | 62 | 66 | 45 | 62 | 69 | 95 | uit |
| Week: | 36 | 37 | 38 | 39 | 40 | 41 | | 42 | | 43 | | 44 | 45 | | 46 | 47 | 48 | |
| Positie: | 98 | 70 | 99 | 61 | 87 | 60 | uit | 91 | uit | 87 | uit | 63 | 83 | uit | 93 | 83 | 98 | uit |

### VlaamseUltratop 200Albums
| Hitnotering (week 1 t/m 44): 18-08-2012 t/m 15-06-2013 Hitnotering (week 45): 29-06-2013 Hitnotering (week 46 t/m 48): 13-07-2013 t/m 27-07-2013 Hitnotering (week 49): 25-01-2014 Hitnotering (week 50): 22-02-2014 Hitnotering (week 51): 28-06-2014 | Hitnotering (week 1 t/m 44): 18-08-2012 t/m 15-06-2013 Hitnotering (week 45): 29-06-2013 Hitnotering (week 46 t/m 48): 13-07-2013 t/m 27-07-2013 Hitnotering (week 49): 25-01-2014 Hitnotering (week 50): 22-02-2014 Hitnotering (week 51): 28-06-2014 | Hitnotering (week 1 t/m 44): 18-08-2012 t/m 15-06-2013 Hitnotering (week 45): 29-06-2013 Hitnotering (week 46 t/m 48): 13-07-2013 t/m 27-07-2013 Hitnotering (week 49): 25-01-2014 Hitnotering (week 50): 22-02-2014 Hitnotering (week 51): 28-06-2014 | Hitnotering (week 1 t/m 44): 18-08-2012 t/m 15-06-2013 Hitnotering (week 45): 29-06-2013 Hitnotering (week 46 t/m 48): 13-07-2013 t/m 27-07-2013 Hitnotering (week 49): 25-01-2014 Hitnotering (week 50): 22-02-2014 Hitnotering (week 51): 28-06-2014 | Hitnotering (week 1 t/m 44): 18-08-2012 t/m 15-06-2013 Hitnotering (week 45): 29-06-2013 Hitnotering (week 46 t/m 48): 13-07-2013 t/m 27-07-2013 Hitnotering (week 49): 25-01-2014 Hitnotering (week 50): 22-02-2014 Hitnotering (week 51): 28-06-2014 | Hitnotering (week 1 t/m 44): 18-08-2012 t/m 15-06-2013 Hitnotering (week 45): 29-06-2013 Hitnotering (week 46 t/m 48): 13-07-2013 t/m 27-07-2013 Hitnotering (week 49): 25-01-2014 Hitnotering (week 50): 22-02-2014 Hitnotering (week 51): 28-06-2014 | Hitnotering (week 1 t/m 44): 18-08-2012 t/m 15-06-2013 Hitnotering (week 45): 29-06-2013 Hitnotering (week 46 t/m 48): 13-07-2013 t/m 27-07-2013 Hitnotering (week 49): 25-01-2014 Hitnotering (week 50): 22-02-2014 Hitnotering (week 51): 28-06-2014 | Hitnotering (week 1 t/m 44): 18-08-2012 t/m 15-06-2013 Hitnotering (week 45): 29-06-2013 Hitnotering (week 46 t/m 48): 13-07-2013 t/m 27-07-2013 Hitnotering (week 49): 25-01-2014 Hitnotering (week 50): 22-02-2014 Hitnotering (week 51): 28-06-2014 | Hitnotering (week 1 t/m 44): 18-08-2012 t/m 15-06-2013 Hitnotering (week 45): 29-06-2013 Hitnotering (week 46 t/m 48): 13-07-2013 t/m 27-07-2013 Hitnotering (week 49): 25-01-2014 Hitnotering (week 50): 22-02-2014 Hitnotering (week 51): 28-06-2014 | Hitnotering (week 1 t/m 44): 18-08-2012 t/m 15-06-2013 Hitnotering (week 45): 29-06-2013 Hitnotering (week 46 t/m 48): 13-07-2013 t/m 27-07-2013 Hitnotering (week 49): 25-01-2014 Hitnotering (week 50): 22-02-2014 Hitnotering (week 51): 28-06-2014 | Hitnotering (week 1 t/m 44): 18-08-2012 t/m 15-06-2013 Hitnotering (week 45): 29-06-2013 Hitnotering (week 46 t/m 48): 13-07-2013 t/m 27-07-2013 Hitnotering (week 49): 25-01-2014 Hitnotering (week 50): 22-02-2014 Hitnotering (week 51): 28-06-2014 | Hitnotering (week 1 t/m 44): 18-08-2012 t/m 15-06-2013 Hitnotering (week 45): 29-06-2013 Hitnotering (week 46 t/m 48): 13-07-2013 t/m 27-07-2013 Hitnotering (week 49): 25-01-2014 Hitnotering (week 50): 22-02-2014 Hitnotering (week 51): 28-06-2014 | Hitnotering (week 1 t/m 44): 18-08-2012 t/m 15-06-2013 Hitnotering (week 45): 29-06-2013 Hitnotering (week 46 t/m 48): 13-07-2013 t/m 27-07-2013 Hitnotering (week 49): 25-01-2014 Hitnotering (week 50): 22-02-2014 Hitnotering (week 51): 28-06-2014 | Hitnotering (week 1 t/m 44): 18-08-2012 t/m 15-06-2013 Hitnotering (week 45): 29-06-2013 Hitnotering (week 46 t/m 48): 13-07-2013 t/m 27-07-2013 Hitnotering (week 49): 25-01-2014 Hitnotering (week 50): 22-02-2014 Hitnotering (week 51): 28-06-2014 | Hitnotering (week 1 t/m 44): 18-08-2012 t/m 15-06-2013 Hitnotering (week 45): 29-06-2013 Hitnotering (week 46 t/m 48): 13-07-2013 t/m 27-07-2013 Hitnotering (week 49): 25-01-2014 Hitnotering (week 50): 22-02-2014 Hitnotering (week 51): 28-06-2014 | Hitnotering (week 1 t/m 44): 18-08-2012 t/m 15-06-2013 Hitnotering (week 45): 29-06-2013 Hitnotering (week 46 t/m 48): 13-07-2013 t/m 27-07-2013 Hitnotering (week 49): 25-01-2014 Hitnotering (week 50): 22-02-2014 Hitnotering (week 51): 28-06-2014 | Hitnotering (week 1 t/m 44): 18-08-2012 t/m 15-06-2013 Hitnotering (week 45): 29-06-2013 Hitnotering (week 46 t/m 48): 13-07-2013 t/m 27-07-2013 Hitnotering (week 49): 25-01-2014 Hitnotering (week 50): 22-02-2014 Hitnotering (week 51): 28-06-2014 | Hitnotering (week 1 t/m 44): 18-08-2012 t/m 15-06-2013 Hitnotering (week 45): 29-06-2013 Hitnotering (week 46 t/m 48): 13-07-2013 t/m 27-07-2013 Hitnotering (week 49): 25-01-2014 Hitnotering (week 50): 22-02-2014 Hitnotering (week 51): 28-06-2014 | Hitnotering (week 1 t/m 44): 18-08-2012 t/m 15-06-2013 Hitnotering (week 45): 29-06-2013 Hitnotering (week 46 t/m 48): 13-07-2013 t/m 27-07-2013 Hitnotering (week 49): 25-01-2014 Hitnotering (week 50): 22-02-2014 Hitnotering (week 51): 28-06-2014 | Hitnotering (week 1 t/m 44): 18-08-2012 t/m 15-06-2013 Hitnotering (week 45): 29-06-2013 Hitnotering (week 46 t/m 48): 13-07-2013 t/m 27-07-2013 Hitnotering (week 49): 25-01-2014 Hitnotering (week 50): 22-02-2014 Hitnotering (week 51): 28-06-2014 |
| Week: | 1 | 2 | 3 | 4 | 5 | 6 | 7 | 8 | 9 | 10 | 11 | 12 | 13 | 14 | 15 | 16 | 17 | 18 | 19 |
| --- | --- | --- | --- | --- | --- | --- | --- | --- | --- | --- | --- | --- | --- | --- | --- | --- | --- | --- | --- |
| Positie: | 1 | 2 | 6 | 10 | 13 | 18 | 29 | 28 | 28 | 9 | 63 | 66 | 88 | 112 | 90 | 80 | 90 | 83 | 62 |
| Week: | 20 | 21 | 22 | 23 | 24 | 25 | 26 | 27 | 28 | 29 | 30 | 31 | 32 | 33 | 34 | 35 | 36 | 37 | 38 |
| Positie: | 61 | 64 | 52 | 63 | 77 | 116 | 94 | 84 | 74 | 103 | 100 | 137 | 89 | 119 | 120 | 117 | 69 | 72 | 80 |
| Week: | 39 | 40 | 41 | 42 | 43 | 44 | | 45 | | 46 | 47 | 48 | | 49 | | 50 | | 51 | |
| Positie: | 63 | 54 | 112 | 122 | 120 | 132 | uit | 167 | uit | 147 | 119 | 166 | uit | 189 | uit | 132 | uit | 194 | uit |